# 一青窈★夢街バンスキング 〜はいらんせ〜
『一青窈★夢街バンスキング 〜はいらんせ〜』(ひととよう ゆめまたあ・バンスキング 〜はいらんせ〜)は一青窈のライブ・ビデオ

## 解説
2005年に京都祇園甲部歌舞連場にて行われたスペシャル・ライブの様子が収められており、全曲がリアレンジを施した演奏で披露されており、合間には18分にも及ぶ昭和歌謡曲のメドレーが披露されたり、本作および本ライブ実施当時は未発表曲であった「てんてこ舞い」が披露されている。また、本ライブにおいて一青窈自らが全ての演出を手掛けており、自身としては初の事となる。
「てんてこ舞い」は本ライブのために書き下ろされた楽曲であり、初披露されて以来、長らく未発表曲であり続けたが本作発売から11年後の2017年に発売されたベスト・アルバム『歌祭文 〜ALL TIME BEST〜』にて初収録される形となった。

## 収録曲
1. オープニング
2. 夢なかば
3. うれしいこと。
4. ジェラシー
5. 翡翠
6. 影踏み
7. ホチKiss
8. いろはもみじ
9. 面影モダン
10. ＜メドレー＞
江戸ポルカ
恋の奴隷
経験
小指の想い出
他人の関係
四つのお願い
星影の小径
恋のフーガ
ビューティフル・ヨコハマ
恋の季節
逢いたくて 逢いたくて
江戸ポルカ
11. 月天心
12. もらい泣き
13. 空蝉
14. かざぐるま
15. 大家 (ダージャー)
16. ハナミズキ
17. てんてこ舞い
18. 蘇州夜曲